# Charadrahyla trux
Charadrahyla trux è una specie di rana della famiglia Hylidae.

## Habitat e distribuzione
È endemica del Messico. I suoi habitat naturali sono subtropicali e tropicali montani umidi, e i fiumi.

## Conservazione
La sua conservazione è minacciata dalla perdita dell'habitat.